# Don’t Stop (Funkin’ 4 Jamaica)
«Don’t Stop (Funkin' 4 Jamaica)» — песня написанная и спродюсированная американской певицей Мэрайей Кэри, DJ Clue, Duro, Mystikal, и записана для десятого альбома «Glitter» 2001 года. Песня построена на семпле хита 1980-х «Funkin' for Jamaica (N.Y.)» спродюсированного авторами Tom Browne и Toni Smith. Новая версия песни сопровождается рэп-частью от Mystikal. Он читает рэп в некоторых куплетах, а Мэрайя подпевает ему «don’t stop» в припевах. Песня была издана третьим синглом в 2001 году.

## История в чартах
Как и предыдущие синглы с альбома «Glitter», «Don’t Stop (Funkin' 4 Jamaica)» потерпел коммерческую неудачу. Песня не вошла в чарт США Billboard Hot 100, но появилась на 23 месте в чарте Bubbling Under Hot 100 Singles, который представляет собой список из 25 синглов после первых ста лучших в Hot 100. Как ни странно, в течение третьего куплета, Mystikal говорит фразу «it’s another number one debut for sure» (Это, наверняка, другой дебют номер один), хотя предполагается, что это обращение к альбому в целом, а не к синглу. Принимая во внимание, что сингл «Never Too Far» (второй сингл с альбома) был направлен на более масштабный круг поп-слушателей и любителей взрослой музыки, «Don’t Stop» был предложен на более молодёжный танцевальный R&B рынок. Сингл занял первые места в чартах Великобритании и Австралии, как часть Дубль-А сингла совместно с песней «Never Too Far».

## Видео
Видеоклип пользовался большей популярностью, чем сама песня. Он получил массовую ротацию по каналу MTV. Режиссёр видео — Sanaa Hamri. Видео начинается в ночном клубе с Mystikal на сцене, который выглядит очень позитивно. С левой части сцены ему подпевает трио бэк-вокалисток — каждую из которых играет Мэрайя. Трио стоит возле микрофона, и они не повторяют движения друг друга, каждая из девушек одета по своему, и у каждой — своя прическа. Они также фигурируют по отдельности, исполняя свои сольные фрагменты песни. В один момент две певицы по бокам прекращают петь, и смотрят на Мэрайю посередине, поющую очень высокую ноту. Клип стилизован атмосферой южной частью страны, где Мэрайя и Mystikal изображены в «южном стиле», что выражается в стиле одежды и причесок. Фрагмент песни «Don’t Stop (Funkin' 4 Jamaica)» появляется в течение фильма «Glitter», когда Джулиан «Дайс» Блек встречает в клубе Билли Франк (которую играет Мэрайя) и приглашает её спеть импровизацию под ритм этой песни.

## Список композиций
CD-сингл для США
1. Don’t stop (funkin' 4 Jamaica) (Radio Edit)
2. Don’t stop (funkin' 4 Jamaica) (Album Version)
3. Don’t stop (funkin' 4 Jamaica) (Instrumental)
4. Don’t stop (funkin' 4 Jamaica) (Call out hook)

CD-сингл для Великобритании
1. Don’t stop (funkin' 4 Jamaica) (Album Version)
2. Don’t stop (funkin' 4 Jamaica) (Instrumental)

## Позиции в чартах
| Страна(2001)                                 | Высшее место |
| -------------------------------------------- | ------------ |
| США Billboard Bubbling Under Hot 100 Singles | 23           |
| США Hot R&B/Hip-Hop Singles & Tracks         | 42           |
| Великобритания Top 75 Singles1               | 32           |
| Австралия Top 100 Singles1                   | 36           |

1 «Never Too Far»/«Don’t Stop (Funkin' 4 Jamaica)».